# Будыр
Будыр (каз. Бүдір) — село в Алакольском районе Жетысуской области Казахстана. Входит в состав Кольбайского сельского округа. Код КАТО — 193457300.

## Население
В 1999 году население села составляло 96 человек (51 мужчина и 45 женщин). По данным переписи 2009 года, в селе проживало 56 человек (28 мужчин и 28 женщин).